# 強壯疣杜父魚
強壯疣杜父魚，為輻鰭魚綱鮋形目杜父魚亞目杜父魚科的其中一種，為寒帶海水魚，分布於北太平洋白令海Pribilof群島及阿留申群島海域，棲息深度10-50公尺，體長可達5.1公分，棲息在岩石底質且藻類生長的底層水域，生活習性不明。